# Derekegyház
Derekegyház es un pueblo ubicado en el distrito de Szentes, en el condado de Csongrád-Csanád, Hungría.

## Superficie
Posee una superficie de 53,78 kilómetros cuadrados.

## Demografía
Hasta 2019 la población era de 1527 habitantes, con una densidad de población de 28,39 habitantes por kilómetro cuadrado.